# ظهور يسوع لتلميذي عماوس

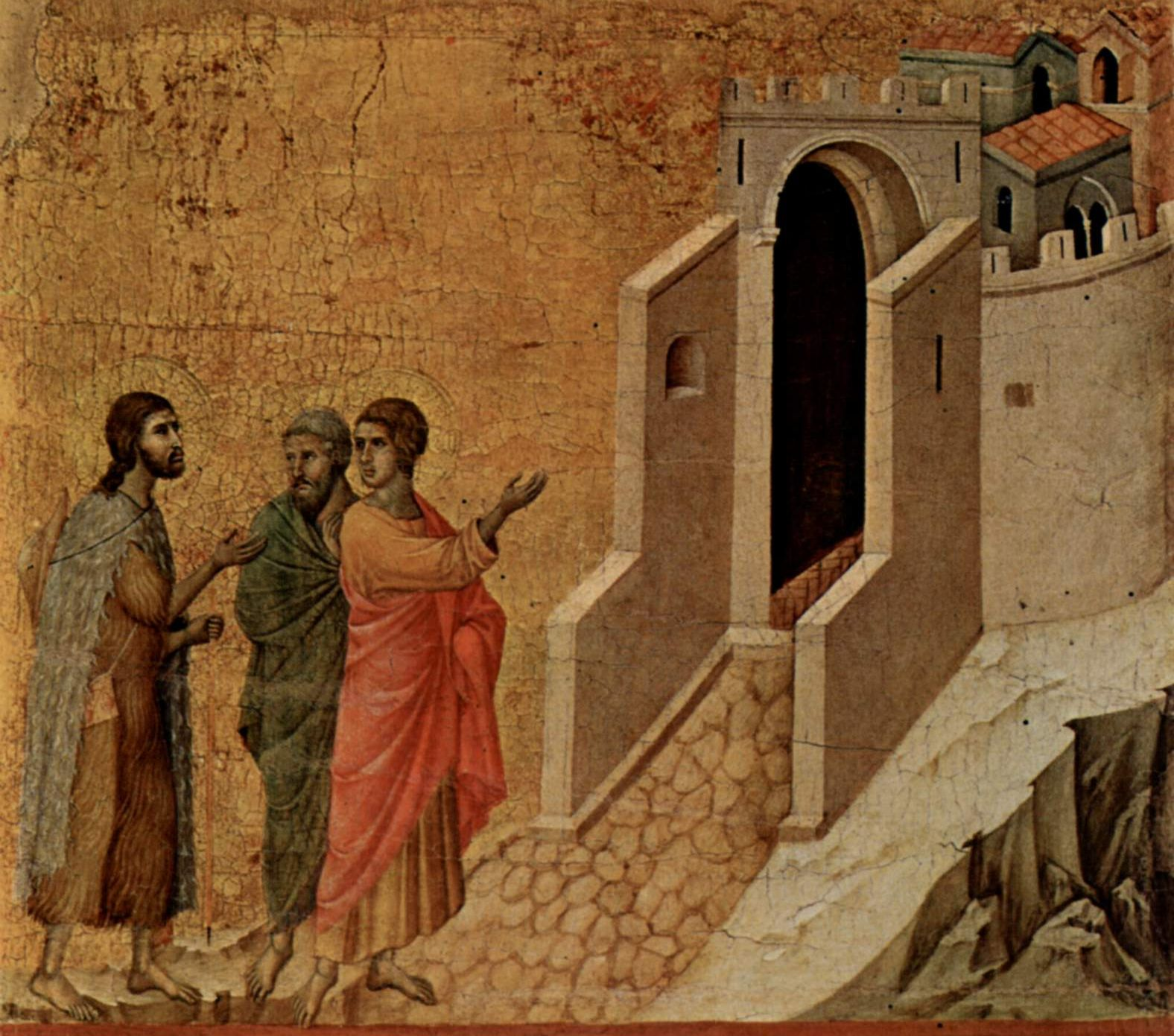
يسوع والتلميذان على الطريق إلى عمواس ، بقلم دوتشيو ، ١٣٠٨–١٣١١، متحف ديل أوبرا ديل دومو، سيينا

ظهور يسوع في الطريق إلى عماوس او ظهور المسيح لتلميذي عمواس بحسب إنجيل لوقا هو أحد ظهورات يسوع التي تمت خلال فترة اربعين نهار بعد قيامته وقبل صهوده الى السماء. كان كل من اللقاءات على الطريق إلى عمواس والعشاء اللاحق في عمواس، الذي يصَور الوجبة التي تناولها يسوع مع اثنين من تلاميذه بعد اللقاء على الطريق، موضوعات شائعة في الفن.

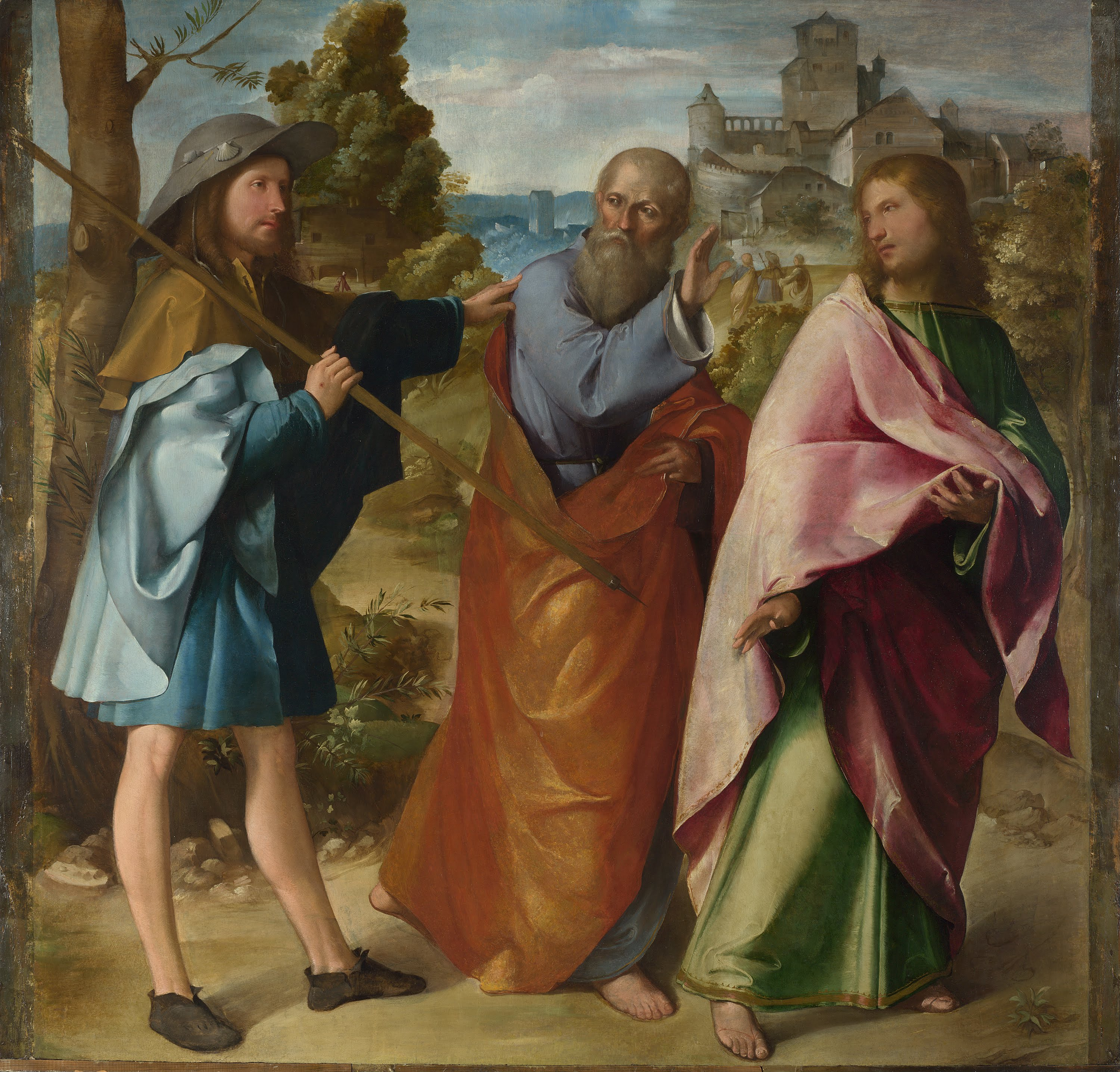
ألتوبيلو ميلوني – الطريق إلى عمواس ، ق. 1516–17

## أنظر أيضا
- التسلسل الزمني ليسوع
- انسجام الإنجيل
- قيامة يسوع